# Henri de Valenciennes
Henri de Valenciennes fue un historiador y cronista franco (Condado de Henao) del siglo XIII que llegó a Constantinopla con la cuarta Cruzada. Pertenecía al clero, fue posiblemente escribano y es la fuente fundamental para conocer los sucesos que tuvieron lugar en la Constantinopla ocupada por los latinos sobre todo en el periodo de mayo de 1208 a julio de 1209. Además continuó las historias de Godofredo de Villehardouin.
Su obra más conocida es Histoire de l’empereur Henri de Constantinople (en español, "Historia del Emperador Enrique de Constantinopla"). Aquí narra las vicisitudes del reinado de Enrique de Flandes (1206-1216), quien subió al trono al morir Balduino I, que murió en Veliko Tarnovo tras ser capturado en Adrianópolis en 1205 luchando contra una alianza bizantino-búlgara.
Henri de Valenciennes es una fuente de primer orden para estudiar los sucesos acaecidos entre mayo de 1208 y julio de 1209 tales como:
- Las relaciones y rivalidades entre los señores latinos (conocida o denominada como la Guerra de los Lombardos).
- Las luchas entre valacos y cumanos.
- La intervención en los problemas sucesorios en Bulgaria.
- Los asuntos sobre el Despotado de Epiro y las aproximaciones diplomáticas de los latinos a dicho estado.
- Sobre el Imperio de Nicea proporcionando datos sobre la alianza de los Comnenos de Trebisonda contra Teodoro I Láscaris a causa de la cual Nicea hubo de abandonar el sitio de Heraclea en el Ponto.